# 指頭術
指頭術（しとうじゅつ）とは、室町時代の坂上太郎国重が創始した徒手武術である。
坂上太郎国重の流派は玉虎流指頭術である。
指頭術には、指一本でも敵を倒せるという意味合いも含まれる。